# Haruna Ilerika
Haruna Olatunji Ilerika (ur. 27 października 1949 w Epe – zm. 4 grudnia 2008) – nigeryjski piłkarz grający na pozycji napastnika. W swojej karierze grał w reprezentacji Nigerii.

## Kariera klubowa
Całą swoją karierę piłkarską Ilerika spędził w klubie Stationery Stores FC. Zadebiutował w nim w 1971 roku i grał w nim do 1981 roku.

## Kariera reprezentacyjna
W reprezentacji Nigerii Ilerika zadebiutował w 1972 roku. W 1976 roku powołano do kadry na Puchar Narodów Afryki 1976. Zagrał w nim w sześciu meczach: grupowych z Zairem (4:2), z Sudanem (1:0) i z Marokiem (1:3) oraz w fazie finałowej z Gwineą (1:1), z Marokiem (1:2) i z Egiptem (3:2), w którym strzelił dwa gole. Z Nigerią zajął 3. miejsce w tym turnieju. Wybrano go do Najlepszej Jedenastki tego turnieju. W kadrze narodowej grał do 1976 roku.